# Saint-Didier-sous-Aubenas
Saint-Didier-sous-Aubenas ist eine französische Gemeinde im Département Ardèche in der Region Auvergne-Rhône-Alpes. Sie gehört zum Kanton Aubenas-2 im Arrondissement Largentière. 

## Geografie
Die Gemeinde Saint-Didier-sous-Aubenas liegt als östlicher Vorort der Stadt Aubenas am linken Ufer der Ardèche. Sie grenzt im Norden an Saint-Privat, im Osten an Lussas, im Südosten an Lavilledieu und im Süden und im Westen an Aubenas.

## Bevölkerungsentwicklung
| Jahr                       | 1962 | 1968 | 1975 | 1982 | 1990 | 1999 | 2008 | 2019 |
| -------------------------- | ---- | ---- | ---- | ---- | ---- | ---- | ---- | ---- |
| Einwohner                  | 366  | 425  | 783  | 840  | 751  | 731  | 773  | 926  |
| Quellen: Cassini und INSEE |      |      |      |      |      |      |      |      |

## Sehenswürdigkeiten

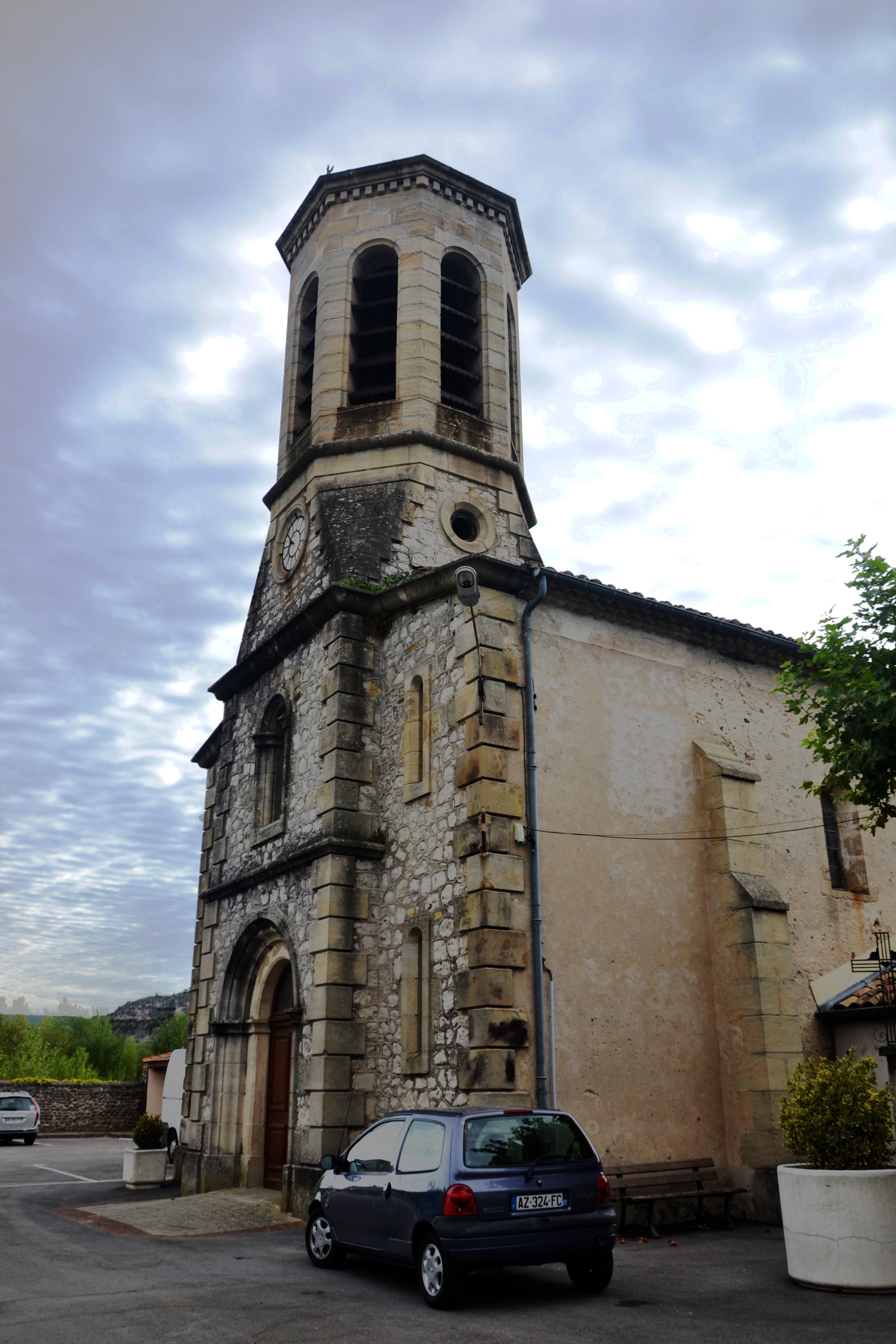
Kirche Saint-Didier

- Kirche Saint-Didier